# Kevin Magnussen
Kevin Jan Magnussen (* 5. Oktober 1992 in Roskilde) ist ein dänischer Automobilrennfahrer. 2012 und 2013 startete er in der Formel Renault 3.5. Diese gewann er 2013. Von 2014 bis 2020 fuhr er in der Formel 1, in der er ab 2017 für Haas an den Start ging. 2021 fuhr er in der IMSA WeatherTech SportsCar Championship. Von 2022 bis 2024 fuhr er erneut für Haas in der Formel 1. Aktuell geht er für Team WRT in der FIA-Langstrecken-Weltmeisterschaft an den Start.
Sein Vater ist der ehemalige Formel-1-Pilot Jan Magnussen.

## Karriere

### Nachwuchsserien
Magnussen, der durch den Beruf seines Vaters schon früh mit dem Motorsport in Kontakt gekommen war, begann seine Karriere im Kartsport, in dem er bis 2007 aktiv war. Unter anderem gewann er 2006 die NEZ-ICA-Juniorenkartmeisterschaft. 2008 wechselte er in den Formelsport und setzte sein Hauptaugenmerk auf die dänische Formel Ford, die er mit 11 Siegen aus 15 Rennen auf Anhieb für sich entschied. Außerdem trat er zu einigen Rennen diverser Formelserien an. 2009 wurde Magnussen von Motopark Academy unter Vertrag genommen und wurde Siebter des Formel Renault 2.0 Eurocups. Erfolgreicher war er in der nordeuropäischen Formel Renault, in der er hinter seinem Teamkollegen António Félix da Costa, der die Saison dominiert hatte, den Vizemeistertitel gewann.
2010 blieb Magnussen bei Motopark Academy und trat im deutschen Formel-3-Cup für den Rennstall an. Nachdem er mit einem Sieg in die Saison gestartet war, belegte er am Saisonende mit zwei weiteren Siegen den dritten Gesamtrang. Außerdem nahm er für Motopark Academy am dritten Rennwochenende der Formel-3-Euroserie als Ersatz für Adrian Quaife-Hobbs, der das Team zuvor verlassen hatte, teil. Magnussen gelang es, bereits sein zweites Rennen für sich zu entscheiden. Am Saisonende belegte er den zwölften Gesamtrang. Darüber hinaus wurde Magnussen 2010 in das Förderprogramm des Formel-1-Rennstalls McLaren aufgenommen. 15 Jahre vorher schaffte sein Vater Jan Magnussen über das McLaren-Förderprogramm den Sprung in die Formel 1.
2011 wechselte Magnussen zu Carlin in die britische Formel-3-Meisterschaft. Mit sieben Siegen schloss er die Saison auf dem zweiten Platz hinter seinem Teamkollegen Felipe Nasr ab. Im Titelkampf unterlag Magnussen seinem Rivalen mit 237 zu 318 Punkten. Darüber hinaus nahm Magnussen an fünf Rennen der FIA-Formel-3-Trophäe 2011 teil. Er war nicht punkteberechtigt und ein dritter Platz war sein bestes Ergebnis.
2012 ging Magnussen in der Formel Renault 3.5 für Carlin an den Start. Er gewann ein Rennen in Spa-Francorchamps und beendete die Saison auf dem siebten Platz im Gesamtklassement. Darüber hinaus führte Magnussen Arbeiten im Simulator sowie Formel-1-Testfahrten für McLaren durch. 2013 wechselte Magnussen innerhalb der Formel Renault 3.5 zu DAMS. Magnussen gewann in Alcañiz, Spa-Francorchamps, Le Castellet und zweimal in Barcelona. Bei 13 von 17 Rennen stand er auf dem Podium. Er entschied die Meisterschaft mit 274 Punkten für sich. Damit setzte er sich gegen Stoffel Vandoorne, der wie Magnussen im Förderkader von McLaren war und 214 Punkte erzielt hatte, durch. Teamintern entschied er das Duell gegen Norman Nato, dessen beste Resultate fünfte Plätze waren, deutlich für sich.

### Formel 1 (2014–2020, 2022–2024)
2014 erhielt Magnussen ein Formel-1-Cockpit bei McLaren. Er wählte die 20 als seine Formel-1-Startnummer. Magnussen hatte im Jahr zuvor mit dieser Nummer 20 die Fahrerwertung der Formel Renault 3.5 gewonnen. Bei seinem Debütrennen in Australien erreichte er den zweiten Platz, wobei er von der Disqualifikation des ursprünglichen Zweiten Daniel Ricciardo profitierte. Magnussen wurde damit zum ersten Dänen auf dem Formel-1-Podest. Im weiteren Verlauf der Saison schaffte er es nur beim Großen Preis von Russland als Fünfter ein weiteres Mal unter die ersten Fünf. Während sein Teamkollege Jenson Button mit 126 Punkten Achter wurde, erreichte Magnussen mit 55 Punkten den elften Gesamtrang.
2015 verlor Magnussen sein McLaren-Stammcockpit an Fernando Alonso. Er blieb als Testfahrer im Team. Als Ersatz für den verletzten Alonso nahm Magnussen am Saisonauftakt in Australien teil. Er hatte bereits auf der Runde in die Startaufstellung einen technischen Defekt und startete somit nicht zum Rennen. Magnussen schlug für den Einsatz in Australien ein Engagement bei Andretti Autosport für die IndyCar Series 2015 aus. Im September des Jahres brach sich Magnussen bei einem Fahrradunfall die Hand. Außerdem absolvierte Magnussen Anfang November für das Porsche Team Testfahrten in einem LMP1-Boliden.

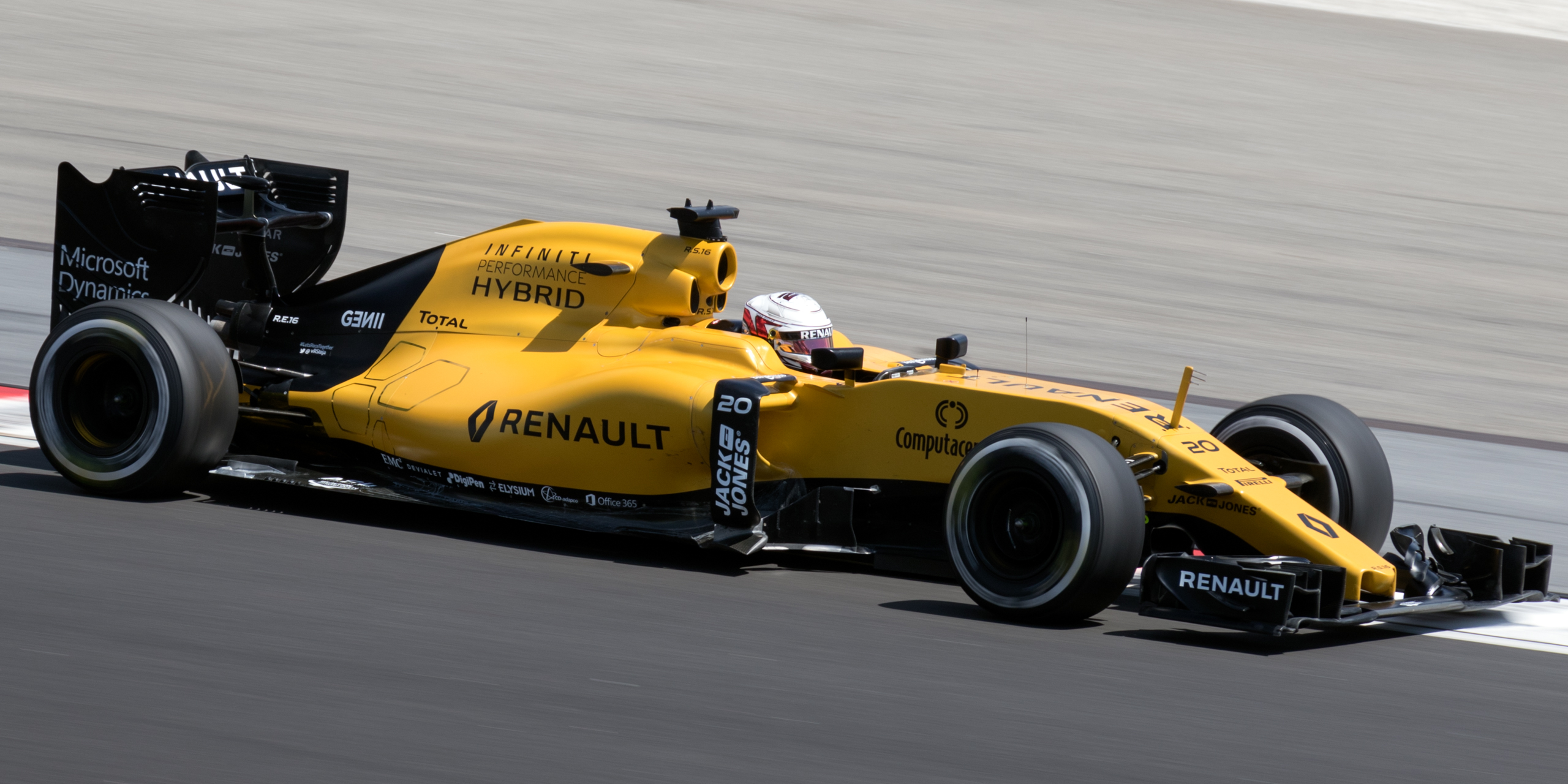
Magnussen im Renault (2016)

2016 wechselte Magnussen innerhalb der Formel 1 zum Renault Sport F1 Team, das aus Lotus hervorgegangen war. Er ersetzte dort Pastor Maldonado und wurde Teamkollege von Jolyon Palmer. Beim Großen Preis von Russland erzielte er als Siebter die ersten Punkte für Renault nach deren Rückkehr in die Formel 1. Es war zugleich das beste Saisonergebnis für Renault. Beim Großen Preis von Belgien hatte er in der sechsten Runde Ausgangs der Raidillon einen schweren Unfall und kam mit einer Schnittwunde am linken Knöchel sowie einer Prellung zur Untersuchung nach Verviers ins Krankenhaus. Er beendete die Saison auf dem 16. Gesamtrang und setzte sich intern mit sieben zu einem Punkt gegen Palmer durch.

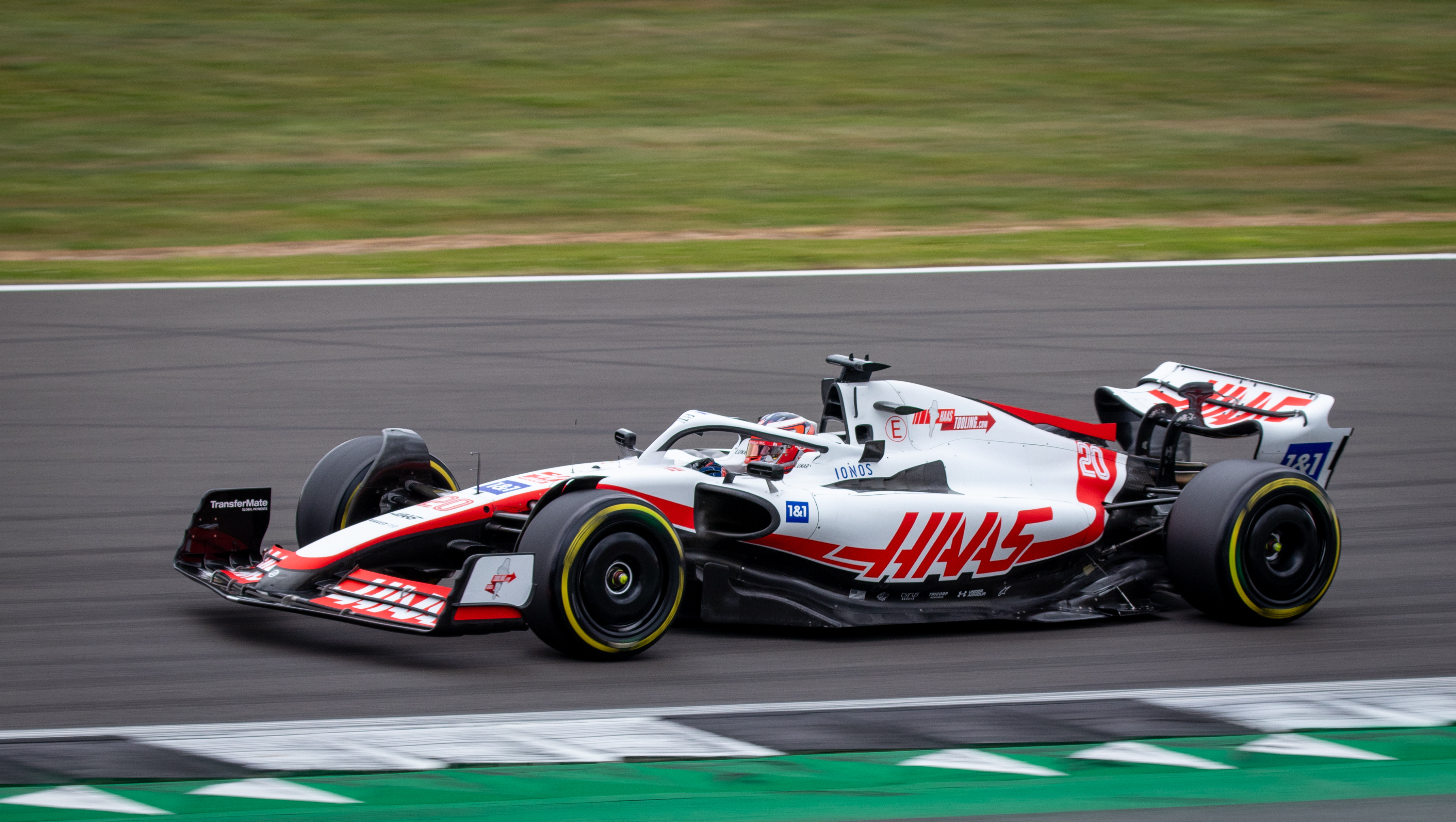
Magnussen im Haas (2022)

2017 wechselte Magnussen nach nur einer Saison bei Renault zu Haas. Er erhielt einen mehrjährigen Vertrag bei dem Rennstall. Am Saisonende belegte er den 14. Gesamtrang mit 19 Punkten. In der Formel-1-Weltmeisterschaft 2018 blieb Magnussen bei Haas. Beim Großen Preis von Bahrain und beim Großen Preis von Österreich erzielte er als Fünfter seine besten Einzelergebnisse der Saison. Zudem fuhr er die schnellste Rennrunde in Singapur. Am Saisonende lag er auf dem neunten Platz der Fahrerwertung mit 56 Punkten. 2019 absolvierte Magnussen seine dritte Saison für Haas. In Singapur fuhr er wie im Jahr zuvor die schnellste Rennrunde. Er schloss das Jahr auf dem 16. Gesamtrang mit 20 Punkten ab. 2020 fuhr er weiterhin für das Team. Im Vorfeld des Großen Preis von Portugal wurde bekannt, dass sowohl er als auch Teamkollege Grosjean Haas zum Saisonende verlassen. Er beendete die Saison auf dem 20. Platz der Fahrerwertung mit einem Punkt.
2022 kehrte Magnussen zu seinem alten Team zurück, nachdem sich Haas und Nikita Masepin kurz vor Saisonstart getrennt hatten. Er unterschrieb einen Mehrjahresvertrag, dessen genaue Dauer nicht veröffentlicht wurde. In Bahrain erzielte er beim Saisonauftakt den fünften Rang. Beim Großer Preis von São Paulo 2022 erzielte er den ersten Platz des Qualifyings, welches allerdings nicht als Pole-Position zählt, da diese beim darauf folgenden Sprint vergeben wurde. Es war zugleich auch die beste Qualifying-Klassifizierung für das Team Haas. Mit 25 Punkten beendete Magnussen die Saison auf dem 13. Platz im Klassement. In der Saison 2023 verfügte Haas über ein schwächeres Fahrzeug als im Vorjahr und sowohl Magnussen als auch sein neuer Teamkollege Nico Hülkenberg, der Mick Schumacher ersetzte, konnten nur vereinzelt Punkte erzielen. 2024 verbesserte sich die Situation des Teams wieder. Hülkenberg konnte über die Saison das Potential des Wagens aber deutlich besser ausschöpfen als Magnussen, der zudem mehrmals durch regelwidriges Verhalten auf der Strecke auffiel. Zur Sommerpause gab Haas schließlich bekannt, dass Magnussens Vertrag nicht verlängert wird. Als Nachfolger für die Saison 2025 wurde Oliver Bearman verpflichtet. Beim Großen Preis von Italien erhielt Magnussen aufgrund der Überschreitung von 12 Strafpunkten innerhalb eines Jahres eine automatische Rennsperre für den folgenden Lauf in Aserbaidschan, nachdem er im Rennen mit Pierre Gasly kollidiert und infolge mit einer Zeitstrafe belegt worden war. Krankheitsbedingt konnte Magnussen nicht am Großen Preis von São Paulo teilnehmen und wurde wie bereits in Aserbaidschan von Bearman ersetzt. Beim letzten Rennen der Saison in Abu Dhabi erzielte Magnussen zum dritten Mal in seiner Karriere die schnellste Rennrunde, beendete das Rennen nach einer unverschuldeten Kollision mit Valtteri Bottas jedoch nur auf dem 16. Platz. Er belegte am Ende der Saison den 15. Gesamtrang und unterlag Hülkenberg mit 16 zu 41 Punkten.

### Sportwagen (2021, 2025)

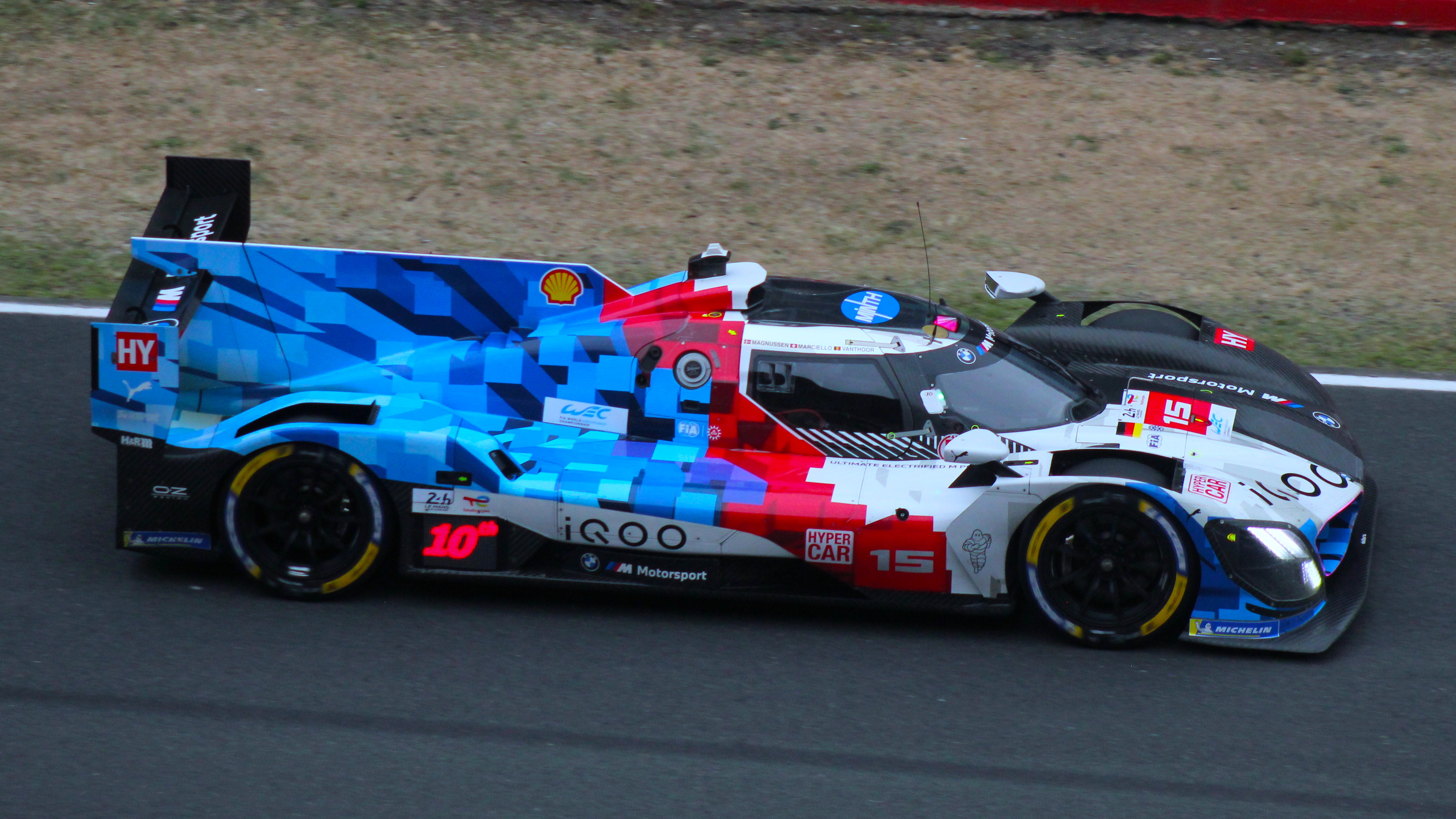
Im BMW M Hybrid V8 beim 24-Stunden-Rennen von Le Mans 2025

Im Februar 2021 wurde bekanntgegeben, dass Magnussen für das LMH-Werksteam von Peugeot in der FIA-Langstrecken-Weltmeisterschaft 2022 an den Start gehen sollte. Die Saison 2021 verbrachte er in der IMSA WeatherTech SportsCar Championship. Er startete an der Seite von Renger van der Zande für Chip Ganassi Racing. Magnussen belegte den siebten Platz in der Fahrerwertung. Das Duo van der Zande / Magnussen gewann ein Rennen. Am 20. Juni vertrat er Felix Rosenqvist bei Arrow McLaren SP in der IndyCar Series in Elkhart Lake. Er schied mit einem technischen Defekt aus. Bei den 24 Stunden von Le Mans trat er zusammen mit seinem Vater Jan Magnussen und Anders Fjordbach in der LMP2-Klasse an. Sie beendeten das Rennen auf dem 17. Klassenrang. Wegen seiner Rückkehr in die Formel 1 wurde er von Peugeot und Chip Ganassi Racing zur neuen Saison freigestellt.
In der Saison 2025 fährt er ein Hypercar beim BMW M TEAM WRT.

## Statistik

### Karrierestationen
- 2008: Dänische Formel Ford (Meister)
- 2008: Formel Ford NEZ (Platz 4)
- 2008: Benelux Formel Ford (Platz 19)
- 2008: ADAC-Formel-Masters (Platz 12)
- 2008: Portugiesische Formel Renault, Winterserie (Platz 10)
- 2009: Nordeuropäische Formel Renault (Platz 2)
- 2009: Formel Renault 2.0 Eurocup (Platz 7)
- 2010: Deutsche Formel 3 (Platz 3)
- 2010: Formel-3-Euroserie (Platz 12)
- 2011: Britische Formel 3 (Platz 2)
- 2012: Formel Renault 3.5 (Platz 7)
- 2012: Formel 1 (Testfahrer)
- 2013: Formel Renault 3.5 (Meister)
- 2013: Formel 1 (Testfahrer)
- 2014: Formel 1 (Platz 11)
- 2015: Formel 1
- 2016: Formel 1 (Platz 16)
- 2017: Formel 1 (Platz 14)
- 2018: Formel 1 (Platz 9)
- 2019: Formel 1 (Platz 16)
- 2020: Formel 1 (Platz 20)
- 2021: IMSA WeatherTech SportsCar Championship, DPi (Platz 7)
- 2021: IndyCar Series (Platz 42)
- 2022: Formel 1 (Platz 13)
- 2023: Formel 1 (Platz 19)
- 2024: Formel 1 (Platz 15)

### Einzelergebnisse in der Formel Renault 3.5
| Jahr | Team   | 1   | 2   | 3   | 4   | 5   | 6   | 7   | 8   | 9   | 10  | 11  | 12  | 13  | 14  | 15  | 16  | 17  | Punkte | Rang |
| ---- | ------ | --- | --- | --- | --- | --- | --- | --- | --- | --- | --- | --- | --- | --- | --- | --- | --- | --- | ------ | ---- |
| 2012 | Carlin | ALC | ALC | MON | SPA | SPA | NÜR | NÜR | MOS | MOS | SIL | SIL | HUN | HUN | LEC | LEC | CAT | CAT | 106    | 7.   |
| 2012 | Carlin | 2   | DNF | DNF | 21* | 1   | 5   | 8   | 16* | 10  | DNF | DNF | 2   | 23* | 6   | 24* | 5   | 4   | 106    | 7.   |
| 2013 | DAMS   | MNZ | MNZ | ALC | ALC | MON | SPA | SPA | MOS | MOS | SPI | SPI | HUN | HUN | LEC | LEC | CAT | CAT | 131    | 1.   |
| 2013 | DAMS   | 2   | 2   | 1   | 9   | 4   | 1   | 3   | 11  | 2   | 3   | 3   | 2   | 2   | DSQ | 1   | 1   | 1   | 131    | 1.   |

### Statistik in der Formel-1-Weltmeisterschaft
Diese Statistik umfasst alle Teilnahmen des Fahrers an der Formel-1-Weltmeisterschaft.

#### Gesamtübersicht
(Stand: Saisonende 2024)
| Saison | Team                  | Chassis        | Motor                 | Rennen | Siege | Zweiter | Dritter | Poles | schn. Rennrunden | Punkte | WM-Pos. |
| ------ | --------------------- | -------------- | --------------------- | ------ | ----- | ------- | ------- | ----- | ---------------- | ------ | ------- |
| 2014   | McLaren Mercedes      | McLaren MP4-29 | Mercedes 1.6 V6 Turbo | 19     | −     | 1       | −       | −     | −                | 55     | 11.     |
| 2015   | McLaren Honda         | McLaren MP4-30 | Honda 1.6 V6 Turbo    | 0      | −     | −       | −       | −     | −                | −      | −       |
| 2016   | Renault Sport F1 Team | Renault R.S.16 | Renault 1.6 V6 Turbo  | 21     | −     | −       | −       | −     | −                | 7      | 16.     |
| 2017   | Haas F1 Team          | Haas VF-17     | Ferrari 1.6 V6 Turbo  | 20     | −     | −       | −       | −     | −                | 19     | 14.     |
| 2018   | Haas F1 Team          | Haas VF-18     | Ferrari 1.6 V6 Turbo  | 21     | −     | −       | −       | −     | 1                | 56     | 9.      |
| 2019   | Haas F1 Team          | Haas VF-19     | Ferrari 1.6 V6 Turbo  | 21     | −     | −       | −       | −     | 1                | 20     | 16.     |
| 2020   | Haas F1 Team          | Haas VF-20     | Ferrari 1.6 V6 Turbo  | 17     | −     | −       | −       | −     | −                | 1      | 20.     |
| 2022   | Haas F1 Team          | Haas VF-22     | Ferrari 1.6 V6 Turbo  | 22     | −     | −       | −       | 1     | −                | 25     | 13.     |
| 2023   | Haas F1 Team          | Haas VF-23     | Ferrari 1.6 V6 Turbo  | 22     | −     | −       | −       | –     | −                | 3      | 19.     |
| 2024   | Haas F1 Team          | Haas VF-24     | Ferrari 1.6 V6 Turbo  | 22     | −     | −       | −       | –     | 1                | 16     | 15.     |
| Gesamt | Gesamt                | Gesamt         | Gesamt                | 185    | −     | 1       | −       | 1     | 3                | 202    |         |

#### Einzelergebnisse
| Saison | 1  | 2   | 3   | 4   | 5   | 6   | 7   | 8   | 9   | 10 | 11  | 12  | 13  | 14  | 15  | 16  | 17  | 18  | 19  | 20   | 21 | 22 | 23 | 24 |
| ------ | -- | --- | --- | --- | --- | --- | --- | --- | --- | -- | --- | --- | --- | --- | --- | --- | --- | --- | --- | ---- | -- | -- | -- | -- |
| 2014   |    |     |     |     |     |     |     |     |     |    |     |     |     |     |     |     |     |     |     |      |    |    |    |    |
| 2      | 9  | DNF | 13  | 12  | 10  | 9   | 7   | 7   | 9   | 12 | 12  | 10  | 10  | 14  | 5   | 8   | 9   | 11  |     |      |    |    |    |    |
| 2015   |    |     |     |     |     |     |     |     |     |    |     |     |     |     |     |     |     |     |     |      |    |    |    |    |
| DNS    |    |     |     |     |     |     |     |     |     |    |     | INJ | INJ | INJ | INJ | INJ |     |     |     |      |    |    |    |    |
| 2016   |    |     |     |     |     |     |     |     |     |    |     |     |     |     |     |     |     |     |     |      |    |    |    |    |
| 12     | 11 | 17  | 7   | 15  | DNF | 16  | 14  | 14  | 17* | 15 | 16  | DNF | 17  | 10  | DNF | 14  | 12  | 17  | 14  | DNF  |    |    |    |    |
| 2017   |    |     |     |     |     |     |     |     |     |    |     |     |     |     |     |     |     |     |     |      |    |    |    |    |
| DNF    | 8  | DNF | 13  | 14  | 10  | 12  | 7   | DNF | 12  | 11 | 15  | 11  | DNF | 12  | 8   | 16  | 8   | DNF | 13  |      |    |    |    |    |
| 2018   |    |     |     |     |     |     |     |     |     |    |     |     |     |     |     |     |     |     |     |      |    |    |    |    |
| DNF    | 5  | 10  | 13  | 6   | 13  | 13  | 6   | 5   | 9   | 11 | 7   | 8   | 16  | 18  | 8   | DNF | DSQ | 15  | 9   | 10   |    |    |    |    |
| 2019   |    |     |     |     |     |     |     |     |     |    |     |     |     |     |     |     |     |     |     |      |    |    |    |    |
| 6      | 13 | 13  | 13  | 7   | 14  | 17  | 17  | 19  | DNF | 8  | 13  | 12  | DNF | 17  | 9   | 15  | 15  | 18* | 11  | 14   |    |    |    |    |
| 2020   |    |     |     |     |     |     |     |     |     |    |     |     |     |     |     |     |     |     |     |      |    |    |    |    |
| DNF    | 12 | 10  | DNF | DNF | 15  | 17  | DNF | DNF | 12  | 13 | 16  | DNF | 17* | 17  | 15  | 18  |     |     |     |      |    |    |    |    |
| 2022   |    |     |     |     |     |     |     |     |     |    |     |     |     |     |     |     |     |     |     |      |    |    |    |    |
| 5      | 9  | 14  | 98  | 16* | 17  | DNF | DNF | 17  | 10  | 87 | DNF | 16  | 16  | 15  | 16  | 12  | 14  | 9   | 17  | DNF8 | 17 |    |    |    |
| 2023   |    |     |     |     |     |     |     |     |     |    |     |     |     |     |     |     |     |     |     |      |    |    |    |    |
| 13     | 10 | 17* | 13  | 10  | C   | DNF | 18  | 17  | 18  | 12 | 17  | 15  | 16  | 18  | 10  | 15  | 14  | 14  | DNF | DNF  | 13 | 20 |    |    |
| 2024   |    |     |     |     |     |     |     |     |     |    |     |     |     |     |     |     |     |     |     |      |    |    |    |    |
| 12     | 12 | 10  | 13  | 16  | 19  | 12  | DNF | 12  | 17  | 8  | 12  | 15  | 14  | 18  | 10  | EX  | DNF | 117 | 7   | INJ  | 12 | 9  | 16 |    |

| Legende  | Legende            | Legende                                                          |
| Farbe    | Abkürzung          | Bedeutung                                                        |
| -------- | ------------------ | ---------------------------------------------------------------- |
| Gold     | –                  | Sieg                                                             |
| Silber   | –                  | 2. Platz                                                         |
| Bronze   | –                  | 3. Platz                                                         |
| Grün     | –                  | Platzierung in den Punkten                                       |
| Blau     | –                  | Klassifiziert außerhalb der Punkteränge                          |
| Violett  | DNF                | Rennen nicht beendet (did not finish)                            |
| Violett  | NC                 | nicht klassifiziert (not classified)                             |
| Rot      | DNQ                | nicht qualifiziert (did not qualify)                             |
| Rot      | DNPQ               | in Vorqualifikation gescheitert (did not pre-qualify)            |
| Schwarz  | DSQ                | disqualifiziert (disqualified)                                   |
| Weiß     | DNS                | nicht am Start (did not start)                                   |
| Weiß     | WD                 | zurückgezogen (withdrawn)                                        |
| Hellblau | PO                 | nur am Training teilgenommen (practiced only)                    |
| Hellblau | TD                 | Freitags-Testfahrer (test driver)                                |
| ohne     | DNP                | nicht am Training teilgenommen (did not practice)                |
| ohne     | INJ                | verletzt oder krank (injured)                                    |
| ohne     | EX                 | ausgeschlossen (excluded)                                        |
| ohne     | DNA                | nicht erschienen (did not arrive)                                |
| ohne     | C                  | Rennen abgesagt (cancelled)                                      |
| ohne     | keine WM-Teilnahme |                                                                  |
| sonstige | P/fett             | Pole-Position                                                    |
| sonstige | 1/2/3/4/5/6/7/8    | Punktplatzierung im Sprint-/Qualifikationsrennen                 |
| sonstige | SR/kursiv          | Schnellste Rennrunde                                             |
| sonstige | *                  | nicht im Ziel, aufgrund der zurückgelegten Distanz aber gewertet |
| sonstige | ()                 | Streichresultate                                                 |
| sonstige | unterstrichen      | Führender in der Gesamtwertung                                   |

### Einzelergebnisse in der IndyCar Series
| Jahr | Team             | 1   | 2   | 3   | 4   | 5   | 6    | 7   | 8   | 9   | 10  | 11  | 12  | 13  | 14  | 15  | 16  | 17 | Punkte | Rang |
| ---- | ---------------- | --- | --- | --- | --- | --- | ---- | --- | --- | --- | --- | --- | --- | --- | --- | --- | --- | -- | ------ | ---- |
| 2021 | Arrow McLaren SP | ALA | STP | TXS | TXS | IMS | INDY | DET | DET | ROA | MDO | NSH | IMS | STL | POR | LAG | LBH |    | 7      | 42.  |
| 2021 | Arrow McLaren SP |     |     |     |     |     |      | 24° |     |     |     |     |     |     |     |     |     |    | 7      | 42.  |

(Legende)

### Le-Mans-Ergebnisse
| Jahr | Team              | Fahrzeug        | Teamkollege        | Teamkollege    | Platzierung | Ausfallgrund |
| ---- | ----------------- | --------------- | ------------------ | -------------- | ----------- | ------------ |
| 2021 | High Class Racing | Oreca 07        | Anders Fjordbach   | Jan Magnussen  | Rang 29     |              |
| 2025 | BMW M Team WRT    | BMW M Hybrid V8 | Raffaele Marciello | Dries Vanthoor | Rang 31     |              |

### Sebring-Ergebnisse
| Jahr | Team                         | Fahrzeug         | Teamkollege          | Teamkollege    | Platzierung | Ausfallgrund |
| ---- | ---------------------------- | ---------------- | -------------------- | -------------- | ----------- | ------------ |
| 2021 | Cadillac Chip Ganassi Racing | Cadillac DPi-V.R | Renger van der Zande | Scott Dixon    | Rang 5      |              |
| 2025 | BMW M Team RLL               | BMW M Hybrid V8  | Philipp Eng          | Dries Vanthoor | Rang 43     |              |

### Einzelergebnisse in der FIA-Langstrecken-Weltmeisterschaft
| Saison | Team              | Rennwagen       | 1   | 2   | 3   | 4   | 5   | 6   | 7   | 8   |
| ------ | ----------------- | --------------- | --- | --- | --- | --- | --- | --- | --- | --- |
| 2021   | High Class Racing | Oreca 07        | SPA | POR | MON | LEM | BAH | BAH |     |     |
| 2021   | High Class Racing | Oreca 07        | 29  |     |     |     |     |     |     |     |
| 2025   | BMW WRT           | BMW M Hybrid V8 | KAT | IMO | SPA | LEM | SAO | AUS | FUJ | BAH |
| 2025   | BMW WRT           | BMW M Hybrid V8 | 4   | 6   | 10  | 31  | 17  |     |     |     |